# Bobby Duncum, Sr.
Rober "Bobby" Duncum Sr. (ur. 14 sierpnia 1944 w Austin) – amerykański wrestler.  

## Życiorys
Urodził się 14 sierpnia 1944 jako Robert Duncum w Austin w Teksasie. Trenował futbol amerykański, a później wrestling. Jako wrestler debiutował w 1969. Na emeryturę przeszedł w 1986. Jego trenerem był Dory Funk Jr..
Jest ojcem wrestlera znanego jako Bobby Duncum Jr.

## Styl walki
- Finishery
  - Sleeper Hold[3]
- Managerowie
  - Bobby Heenan (AWA)
  - Captain Lou Albano (WWF)
  - Gary Hart (NWA)
  - Johnny King (NWA)
- Przydomki
  - Cowboy (pl. Kowboj)
  - Big Bad (pl. Duży zły)[1]

## Mistrzostwa i osiągnięcia
- American Wrestling Association
  - AWA World Tag Team Championship (1 raz) – z Blackjack Lanzą
- Championship Wrestling From Florida
  - NWA Florida Brass Knuckles Championship (2 razy)
  - NWA Florida Global Tag Team Championship (1 raz) – z Angelo Mosca
  - NWA Florida Tag Team Championship (3 razy) – z Dickiem Murdochem i ze Spoiler #1 (2 razy)
  - NWA Florida Television Championship (1 raz)
  - NWA Florida United States Tag Team Championship (1 raz) – z Killerem Karlem Koxem
  - NWA Southern Heavyweight Championship (1 raz)
- Georgia Championship Wrestling
  - NWA Georgia Southeastern Heavyweight Championship (1 raz)
  - NWA Georgia Tag Team Championship (1 raz) – ze Stanem Vachonem
  - NWA Macon Heavyweight Championship (2 razy)
- Mid-Atlantic Championship Wrestling
  - NWA Mid-Atlantic Brass Knuckles Championship (1 raz)
  - NWA Tennessee Tag Team Championship (1 raz) – ze Spoiler #1
- Southeast Championship Wrestling
  - NWA Southeastern Heavyweight Championship (1 raz)
- Western States Sports
  - NWA Western States Tag Team Championship (2 razy)[1]